# هلن هی
هلن های (انگلیسی: Helen Haye; ۲۸ اوت ۱۸۷۴ – ۱ سپتامبر ۱۹۵۷) یک هنرپیشه اهل بریتانیا بود. وی بین سال‌های ۱۸۹۸ تا ۱۹۵۷ میلادی فعالیت می‌کرد.
از فیلم‌هایی که وی در آن نقش داشته‌است، می‌توان به ۳۹ پله، دوز و کلک، عملیات ببر و آنا کارنینا اشاره کرد.